# Asseco Resovia 2010-2011
Questa voce raccoglie le informazioni riguardanti l'Asseco Resovia nelle competizioni ufficiali della stagione 2010-2011.

## Organigramma societario
Area direttiva
- Presidente: Marek Panek
- Vicepresidente: Bartosz Górski

Area organizzativa
- Team manager: Maciej Pająk

Area tecnica
- Allenatore: Ljubomir Travica
- Allenatore in seconda: Andrzej Kowal, Marcin Ogonowski

Area comunicazione
- Ufficio stampa: Katarzyna Zięba

Area marketing
- Ufficio marketing: Jarosław Gutowski

## Rosa
| N° | Nome               | Ruolo | Data di nascita   | Nazionalità sportiva |
| -- | ------------------ | ----- | ----------------- | -------------------- |
| 1  | Tomasz Kowalski    | P     | 12 giugno 1991    | Polonia              |
| 2  | Ryan Millar        | C     | 22 gennaio 1978   | Stati Uniti          |
| 3  | Wojciech Grzyb     | C     | 4 gennaio 1981    | Polonia              |
| 4  | Rafał Buszek       | S     | 28 aprile 1987    | Polonia              |
| 5  | Mateusz Nożewski   | C     | 28 luglio 1991    | Polonia              |
| 6  | Matej Černič       | S     | 13 settembre 1978 | Italia               |
| 7  | Aleh Achrem        | S     | 12 marzo 1983     | Bielorussia          |
| 8  | Michele Baranowicz | P     | 5 agosto 1989     | Italia               |
| 9  | György Grozer      | O     | 27 novembre 1984  | Germania             |
| 10 | Grzegorz Kosok     | C     | 2 marzo 1986      | Polonia              |
| 11 | Tomasz Józefacki   | O     | 5 maggio 1980     | Polonia              |
| 12 | Łukasz Perłowski   | C     | 3 aprile 1984     | Polonia              |
| 13 | Jakub Peszko       | S     | 1º aprile 1992    | Polonia              |
| 14 | Kamil Długosz      | S     | 20 marzo 1992     | Polonia              |
| 15 | Mateusz Mika       | S     | 21 gennaio 1991   | Polonia              |
| 16 | Krzysztof Ignaczak | L     | 15 maggio 1978    | Polonia              |
| 17 | Tomasz Głód        | L     | 26 gennaio 1992   | Polonia              |
| 18 | Ivan Ilić          | P     | 19 dicembre 1976  | Serbia               |

## Mercato
| Acquisti | Acquisti           | Acquisti                | Acquisti   |
| R.       | Nome               | da                      | Modalità   |
| -------- | ------------------ | ----------------------- | ---------- |
| P        | Tomasz Kowalski    | SMS Spała               | definitivo |
| C        | Ryan Millar        | İstanbul BB             | definitivo |
| S        | Rafał Buszek       | Politechnika Warszawska | definitivo |
| C        | Mateusz Nożewski   | SMS Spała               | definitivo |
| S        | Matej Černič       | Perugia                 | definitivo |
| P        | Michele Baranowicz | Reima Crema             | definitivo |
| O        | György Grozer      | Friedrichshafen         | definitivo |
| O        | Tomasz Józefacki   | AZS Olsztyn             | definitivo |

| Cessioni | Cessioni              | Cessioni           | Cessioni   |
| R.       | Nome                  | a                  | Modalità   |
| -------- | --------------------- | ------------------ | ---------- |
| C        | Tomasz Kusior         | Wisłok Strzyżów    | definitivo |
| S        | Krzysztof Gierczyński | AZS Częstochowa    | definitivo |
| O        | Mikko Oivanen         | İstanbul BB        | definitivo |
| P        | Rafael Redwitz        | Tours              | definitivo |
| S        | Marcin Wika           | Jastrzębski Węgiel | definitivo |
| P        | Łukasz Kruk           | Jadar Radom        | definitivo |
| C        | Bartosz Gawryszewski  | Jastrzębski Węgiel | definitivo |
| O        | Paweł Papke           | -                  | ritirato   |

## Statistiche

### Statistiche di squadra
| Competizione          | Punti | In casa | In casa | In casa | In trasferta | In trasferta | In trasferta | Totale | Totale | Totale |
| Competizione          | Punti | G       | V       | P       | G            | V            | P            | G      | V      | P      |
| --------------------- | ----- | ------- | ------- | ------- | ------------ | ------------ | ------------ | ------ | ------ | ------ |
| Polska Liga Siatkówki | 57    | 18      | 14      | 4       | 17           | 10           | 7            | 35     | 24     | 11     |
| Coppa di Polonia      | -     | 0       | 0       | 0       | 0            | 0            | 0            | 2      | 1      | 1      |
| Coppa CEV             | -     | 5       | 4       | 1       | 5            | 4            | 1            | 10     | 8      | 2      |
| Totale                | -     | 23      | 18      | 5       | 22           | 14           | 8            | 47     | 33     | 14     |

G = partite giocate; V = partite vinte; P = partite perse

### Statistiche dei giocatori
| A. Achrem     | 30 | 434 | 373 | 30 | 31 | Statistiche assenti |
| M. Baranowicz | 33 | 67  | 24  | 29 | 17 | Statistiche assenti |
| R. Buszek     | 34 | 134 | 99  | 31 | 4  | Statistiche assenti |
| M. Černič     | 24 | 191 | 168 | 13 | 11 | Statistiche assenti |
| K. Długosz    | 0  | 0   | 0   | 0  | 0  | Statistiche assenti |
| T. Głód       | 1  | 0   | 0   | 0  | 0  | Statistiche assenti |
| G. Grozer     | 29 | 513 | 415 | 56 | 43 | Statistiche assenti |
| W. Grzyb      | 24 | 88  | 61  | 26 | 1  | Statistiche assenti |
| K. Ignaczak   | 34 | 0   | 0   | 0  | 0  | Statistiche assenti |
| I. Ilić       | 10 | 4   | 0   | 3  | 1  | Statistiche assenti |
| T. Józefacki  | 17 | 133 | 113 | 10 | 10 | Statistiche assenti |
| G. Kosok      | 30 | 213 | 123 | 75 | 16 | Statistiche assenti |
| T. Kowalski   | 0  | 0   | 0   | 0  | 0  | Statistiche assenti |
| M. Mika       | 25 | 148 | 132 | 8  | 8  | Statistiche assenti |
| R. Millar     | 31 | 210 | 137 | 63 | 10 | Statistiche assenti |
| M. Nożewski   | 1  | 0   | 0   | 0  | 0  | Statistiche assenti |
| Ł. Perłowski  | 30 | 105 | 63  | 33 | 10 | Statistiche assenti |
| J. Peszko     | 1  | 13  | 12  | 1  | 0  | Statistiche assenti |

P = presenze; PT = punti totali; AV = attacchi vincenti; MV = muri vincenti; BV = battute vincenti